# Miyamotoa
Miyamotoa is een geslacht van wantsen uit de familie van de Miridae (Blindwantsen). Het geslacht werd voor het eerst wetenschappelijk beschreven door Yasunaga in 1990.

## Soorten
Het genus bevat de volgende soorten:

- Miyamotoa mussooriensis (Distant, 1909)
- Miyamotoa rubicunda Yasunaga, 1990